# Іберія (парафія)
Шаблон:StateAbbr_ 29°47′ пн. ш. 91°47′ зх. д. / 29.79° пн. ш. 91.78° зх. д.
Округ  Іберія (англ. Iberia Parish) — округ (парафія) у штаті  Луїзіана, США. Ідентифікатор округу 22045.

## Історія
Парафія утворена 1868 року.

## Демографія
За даними перепису 
2000 року 
загальне населення округу становило 73266 осіб, зокрема міського населення було 49439, а сільського — 23827.
Серед мешканців округу чоловіків було 35264, а жінок — 38002. В окрузі було 25381 домогосподарство, 19165 родин, які мешкали в 27844 будинках.
Середній розмір родини становив 3,28.
Віковий розподіл населення поданий у таблиці:
| Стать    | До 15 років | 15-21 | 22-29 | 30-39 | 40-49 | 50-65 | 65-85 | Понад 85 |
| -------- | ----------- | ----- | ----- | ----- | ----- | ----- | ----- | -------- |
| Чоловіки | 9150        | 4009  | 3439  | 5114  | 5105  | 4953  | 3209  | 285      |
| Жінки    | 9055        | 4043  | 3787  | 5493  | 5461  | 5298  | 4169  | 696      |

## Суміжні округи
- Сент-Мартін  (північ, південь)
- Ібервіль — північний схід
- Ассумпсьйон — схід
- Сент-Мері — південний схід
- Вермільйон — захід
- Лафаєтт — північний захід

## Виноски
1. ↑  U.S. Decennial Census. United States Census Bureau. Архів оригіналу за 26 квітня 2015. Процитовано 20 серпня 2014.
2. ↑  Historical Census Browser. University of Virginia Library. Архів оригіналу за 11 серпня 2012. Процитовано 20 серпня 2014.
3. ↑  Population of Counties by Decennial Census: 1900 to 1990. United States Census Bureau. Архів оригіналу за 15 вересня 2014. Процитовано 20 серпня 2014.
4. ↑  Census 2000 PHC-T-4. Ranking Tables for Counties: 1990 and 2000 (PDF). United States Census Bureau. Архів оригіналу (PDF) за 18 грудня 2014. Процитовано 20 серпня 2014.
5. ↑  State & County QuickFacts. United States Census Bureau. Архів оригіналу за 6 червня 2011. Процитовано 9 серпня 2013. [Архівовано 2011-06-06 у Wayback Machine.](англ.) Наведено за англійською вікіпедією.
6. ↑  American FactFinder. Бюро перепису населення США. Архів оригіналу за 26 лютого 2012. Процитовано 31 січня 2008. [Архівовано 2008-05-21 у Wayback Machine.]

| США | Це незавершена стаття з географії США. Ви можете допомогти проєкту, виправивши або дописавши її. |